# Nactus cheverti
Nactus cheverti este o specie de șopârle din genul Nactus, familia Gekkonidae, descrisă de Macleay 1877. Conform Catalogue of Life specia Nactus cheverti nu are subspecii cunoscute.